# UW Весов
UW Весов (лат. UW Librae) — одиночная переменная звезда в созвездии Весов на расстоянии (вычисленном из значения параллакса) приблизительно 12013 световых лет (около 3683 парсеков) от Солнца. Видимая звёздная величина звезды — от +10,64m до +9,05m.

## Характеристики
UW Весов — жёлто-оранжевая пульсирующая полуправильная переменная звезда типа SRD (SRD) спектрального класса G2e-K0(M3).